# クッキンアイドル アイ!マイ!まいん! まいん歌のレシピ5
『クッキンアイドル アイ!マイ!まいん! まいん歌のレシピ(5)』（クッキンアイドル アイ!マイ!まいん! まいんうたのレシピご）は福原遥の5作目アルバムである。2011年12月7日にキングレコードより発売された。

## 内容
福原遥が主人公の柊まいんとして出演しているNHK教育の番組『クッキンアイドル アイ!マイ!まいん!』で歌った曲を集めたオリジナル・アルバムの第5弾は、新に、吉田建が作曲・編曲に参加した。トラック11〜27はサウンドトラックとして収録し長谷川智樹だけではなく、川田瑠夏も担当している。

## 収録曲

### CD
1. スマイルキッチン
2. おにぎりの願い
3. 恋するホイップ
4. スーパー戦士ニルンジャー
5. ハートつなげて
6. だから九州
7. はじけるPOPシェイク
8. アイするキャンディー
9. やさしいドリームタイム
10. みかん!サンシャイン
11. It's クッキンターイム!
12. はりきりクッキング
13. It's ショーターイム!
14. うれしいお便り
15. 今日も始まるよ
16. ひらめいた!
17. まいんに任せて
18. 癒しのひととき
19. 澄んだひとみ
20. 気をひきしめてね!
21. おかしいなぁ～
22. ライバル登場
23. なんか不気味だよ～
24. ボケボケ～
25. う、う～ん?
26. お別れのとき
27. 落ち着くね
28. ワクワク♡キッチンカーニバル～ファンタジーミックス～

### DVD
1. ワクワク♡キッチンカーニバル 〜ファンタジーミックス〜（ショートバージョン）
2. ワクワク♡キッチンカーニバル 〜ファンタジーミックス〜（ショートバージョン、カラオケ＋歌詞付き）